# Åndedræt
Åndedrættet eller respirationen er den proces, hvorved luften udskiftes i lungerne. De optager ilt fra luften og  udskiller overskydende kuldioxid. Ilten er nødvendig for cellernes stofskifte og kuldioxid er et restprodukt. Ved inspirationen fyldes lungerne med luft; ved ekspirationen slippes den ud igen.

## Det normale åndedræt
Ved inspirationen udvides lungernes rumfang aktivt ved at mellemgulvsmusklen Diaphragma trækker sig sammen, hvorved bugens indhold trykkes lidt sammen (ses ved at bugen udspiles let for at give plads) samtidigt med at lungerne trækkes nedefter og udvides. Samtidigt kan ribbensmusklerne vinkle brystkassen lidt opad og udad, for yderligere at udvide lungerne. Således bliver trykket lavere end trykket i den omgivende luft, der derfor suser ned i lungerne. 
I lungerne diffunderer ilt fra luften til blodet, og kultveilte diffunderer fra blodet til luften. Via lungerne optager mennesket ca. 250 ml. ilt pr. minut, og udskiller ca. 200 ml. kultveilte. 
Ekspirationen er primært en passiv proces. Når lungerne er fyldte med luft sker ekspirationen ved musklerne slapper af, så mellemgulvet og brystkassen falder tilbage. Dette gør trykket i lungerne større end i den omgivende luft, hvorfor lungerne tømmes igen. 
Én vejrtrækning svarer til én inspiration og én ekspiration. Med hvert åndedrag passerer ca. ½ liter luft ind og ud af lungerne (tidalvolumen). Lungerne kan maksimalt indeholde ca. 6 liter luft; ca. 1½ liter heraf udgør "residualvolumen", et volumen, der aldrig tømmes helt for luft (først beskrevet af Christian Bohr). Således kan der maksimalt skiftes ca. 4½ liter luft med hvert åndedrag. Voksne, raske mennesker trækker vejret 12-18 gange i minuttet; dette benævnes respirationsfrekvensen. "Det døde rum" udgør 150ml af respirationssystemet og betegner et ineffektivt ventilationsvolumen. Bruger man f.eks. en snorkel, er dette en udvidelse af "de døde rum".
Indåndingsluften er ca 20,9 % ilt og 0,042 % kuldioxid, mens udåndingsluften indeholder 17-18 % ilt og 3-4 % kuldioxid.

## Det påvirkede åndedræt
I ekstreme tilstande, hvor kroppen har brug for ekstra ilt som ved sygdom eller under fysisk anstrengelse, kan iltoptaget øges og inspirationsfrekvensen tiltager og tidalvolumen øges. Lungernes rumfang kan udvides ved at visse "hjælpemuskler", bl.a. i halsen. En respirationsfrekvens over 18/min kaldes tachypnø, der også kan være et udtryk for, at selv om kroppen får tilstrækkelig med ilt, er der et behov for at øge blodets pH-værdi ved at sænke koncentrationen af kuldioxid i blodet. Ved at øge respirationsfrekvensen kan kuldioxid udskilles hurtigere. 
Andre tilstande kan nedsætte respirationsfrekvensen. Falder den under 12/min, kaldes det bradypnø. 
Ophører vejtrækningen helt, kaldes det apnø.

### Karakteristiske åndedrætsmønstre
- Biots respiration er grupper af åndedræt af ens længde og dybde. Der kan ses overfladisk og hurtig vejrtrækning fulgt af apnø
- Cheyne-Stokes respiration er et åndedrætsmønster med perioder af dyb og hurtig vejrtrækning afbrudt af perioder med apnø. Ses hos patienter med CNS-skader og hos døende
- Hyperventilation er hurtige, dybe og forcerede vejrtrækninger
- Kussmauls respiration er vedvarende, dybe og sukkende vejtrækninger med normal eller øget frekvens. Ses ved metabolisk acidose (kan skyldes nyreinsufficiens, diabetisk ketoacidose og acetylsyreforgiftning)

## Åndedrættets funktion
Åndedrættets opgave er at bevare en passende koncentration af ilt og kuldioxid i blodet ved at lade ilt passere fra indåndingsluften til blodet, og kuldioxid fra blodet til udåndingsluften. Herigennem reguleres også blodets pH-værdi; hvis ikke denne ligger inden for et meget snævert interval bliver miljøet i kroppen toksisk for kroppens celler, med risiko for at cellerne derfor udviser nedsat funktion eller går til grunde. Denne udveksling af stoffer mellem blodet og luften finder sted i fire sammenhængende processer: 
- Ventilation sørger for at transportere og fordele luften indeholdende ilt og kuldioxid rundt i bronchierne
- Distribution fordeler ilt og kuldioxid i alveolerne
- Diffusion transporterer ilt og kuldioxid mellem alveoler og blodet
- Perfusion fordeler ilt og kuldioxid via lungekredsløbet

## Iltbehandling
Iltsaturationen (procenten af hæmoglobin i blodet med bundne iltmolekyler) kan måles med forskelligt apparatur og ses i blodprøver. Falder saturationen, kan ilttilskud være med til at øge den tilgængelige iltmængde i indåndingsluften og mængden af ilt, der kan optages i kroppen. Et sådant ilttilskud bør gives kontinuerligt frem for intermitterende, da det hos særligt udsatte patienter kan medvirke til at forværre en utilstrækkelig respiration. Da det center, der regulerer åndedrættet med tiden kan blive ufølsomt overfor blodets koncentration af kuldioxid, vil en for stor iltmængde kunne føre til at patienten sænker sin åndedrætsfrekvens. I nogle tilfælde kan det føre til for lavt iltoptag eller i sjældne tilfælde respirationsstop. 